# Carrizal Alto
Carrizal Alto är en gruva i Chile.   Den ligger i provinsen Provincia de Huasco och regionen Región de Atacama, i den centrala delen av landet, 600 km norr om huvudstaden Santiago de Chile. Carrizal Alto ligger 478 meter över havet.
Terrängen runt Carrizal Alto är kuperad. Runt Carrizal Alto är det mycket glesbefolkat, med 4 invånare per kvadratkilometer.. 
Trakten runt Carrizal Alto är ofruktbar med lite eller ingen växtlighet.